# Sergio Gómez (zanger)

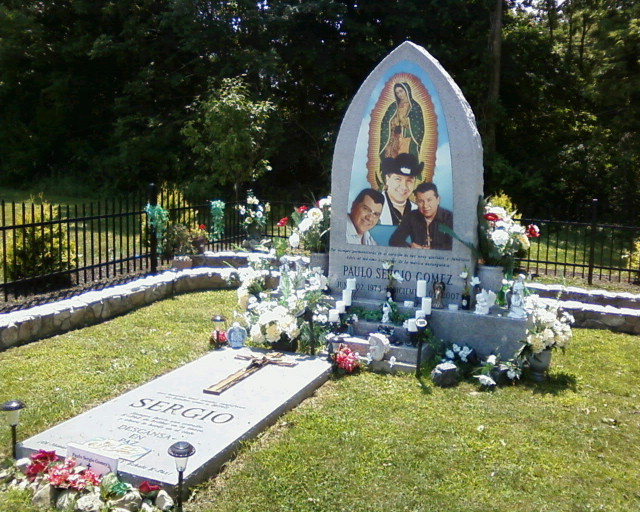
Graf van Gómez

Sergio Gómez (Ciudad Hidalgo, 3 juni 1973 - Morelia, 3 december 2007) was een Mexicaans zanger.
Gómez was de leadzanger van de band K-Paz de la Sierra. Op 2 december 2007 werd hij bij het buitengaan van een disco tegelijk met twee zakenlieden ontvoerd. De zakenlieden werden korte tijd later vrijgelaten, maar Gómez werd de volgende dag dood aangetroffen. Zijn dood wordt in verband gebracht met drugskartels. Enkele uren voor Gómez dood was zangeres Zayda Peña vermoord en drie dagen later volgde José Luis Aquino.